# Kościół św. Trójcy w Paszowicach (stary)
Kościół świętej Trójcy – rzymskokatolicki kościół pomocniczy należący do parafii Świętej Trójcy w Paszowicach (dekanat Jawor diecezji legnickiej).
Jest to świątynia wzmiankowana w 1288 roku, obecna została zbudowana w XIV wieku, następnie została przebudowana w XVII wieku., reastaurowany w XIX w.

## Architektura i wnętrze
Budowla posiada jedną nawę nakrytą drewnianym stropem z odkrytą więźbą dachową. Dwuprzęsłowe węższe prezbiterium nakrywa sklepienie krzyżowo-żebrowe, na osi fasady jest umieszczona czworokątna wieża zwieńczona attyką i wysokim, czterospadowym dachem. Kościół nakrywają dachy dwuspadowe, we wnętrzu można zobaczyć drewnianą emporę muzyczną i zachowane elementy wyposażenia m.in. ołtarz w stylu barokowym ozdobiony obrazem Trójcy Świętej i ambonę w stylu renesansowym, ławki z zapleckami, kamienną kropielnicę.